# Liste der Baudenkmäler in Ergersheim (Mittelfranken)
Auf dieser Seite sind die Baudenkmäler in der mittelfränkischen Gemeinde Ergersheim zusammengestellt. Diese Tabelle ist eine Teilliste der Liste der Baudenkmäler in Bayern. Grundlage ist die Bayerische Denkmalliste, die auf Basis des Bayerischen Denkmalschutzgesetzes vom 1. Oktober 1973 erstmals erstellt wurde und seither durch das Bayerische Landesamt für Denkmalpflege geführt wird. Die folgenden Angaben ersetzen nicht die rechtsverbindliche Auskunft der Denkmalschutzbehörde.
 Diese Liste gibt den Fortschreibungsstand vom 16. Januar 2021 wieder und enthält 22 Baudenkmäler.

## Baudenkmäler nach Gemeindeteilen

### Ergersheim
| Lage                            | Objekt                                         | Beschreibung | Akten-Nr.                       | Bild                              |
| ------------------------------- | ---------------------------------------------- | --- | ------------------------------- | --------------------------------- |
| An der Kapelle 1 (Standort)     | Evangelisch-lutherische Kapelle St. Stephan    | Einschiffiger Satteldachbau mit Polygonalchor und Turm mit Spitzhelm, spätgotisch, 1437 (dendrochronologisch datiert), Fenster im Langhaus 18. Jahrhundert; mit Ausstattung | D-5-75-122-2 Wikidata           | weitere Bilder                    |
| Buchheimer Straße 1 (Standort)  | Ehemaliges Deutschordensamtshaus               | Zweigeschossiges Wohnstallhaus mit Satteldach und Fledermausgauben, massiv, Obergeschoss teils mit Fachwerk, bezeichnet mit „1764“ | D-5-75-122-4 Wikidata           | weitere Bilder                    |
| Häzelgasse 4 (Standort)         | Wohnstallhaus                                  | Zweigeschossiger Satteldachbau mit Fachwerkobergeschoss, bezeichnet mit „1840“ | D-5-75-122-7 Wikidata           | weitere Bilder                    |
| Herrengasse 4 (Standort)        | Wappenstein                                    | Bezeichnet mit „1746“ | D-5-75-122-6 Wikidata           | BW                                |
| Herrengasse 16 (Standort)       | Wohnhaus, sogenanntes Schlösschen              | zweigeschossiger, verputzter Massivbau mit Walmdach, an der Ostseite Fachwerkzwerchhaus mit Walmdach, Mitte 18. Jahrhundert | D-5-75-122-5                    | Wohnhaus, sogenanntes Schlösschen |
| Kirchenbuck 1 (Standort)        | Evangelisch-lutherische Pfarrkirche St. Ursula | Sandsteinquaderbau, einschiffiges Langhaus mit Satteldach und eingezogenem Polygonalchor, fünfgeschossiger Chorflankenturm mit Pyramidendach, Turm und Chor um 1400, Langhaus 15./16. Jahrhundert, bauliche Veränderungen 1602, 1737–51 und 1913, Läutgeschoss 1887; mit Ausstattung | D-5-75-122-1 Wikidata           | weitere Bilder                    |
| Kirchenbuck 1, 1 a (Standort)   | Kirchhofmauer                                  | Mauerwerk aus Sandsteinquadern | D-5-75-122-1 zugehörig Wikidata | weitere Bilder                    |
| Kirchenbuck 3 (Standort)        | Ehemaliges Schulhaus                           | Zweigeschossiger Walmdachbau mit Zwerchhaus und Putzgliederung, bezeichnet mit „1765“, nach Plänen von Johann David Steingruber | D-5-75-122-3 Wikidata           | weitere Bilder                    |
| Kirchenbuck 4 (Standort)        | Pfarrhaus                                      | Zweigeschossiger, massiver Halbwalmdachbau, 1749 | D-5-75-122-9 Wikidata           | weitere Bilder                    |
| Seenheimer Straße 11 (Standort) | Ehemaliges Bürgermeisterhaus                   | Eingeschossiger, verputzter Satteldachbau mit südlichem Anbau, Nordwand massiv, im Kern Fachwerkbau von 1550 | D-5-75-122-26 Wikidata          | weitere Bilder                    |
| Untere Gasse 10 (Standort)      | Ehemaliges Deutschordensgut                    | Zweigeschossiger Satteldachbau mit Fachwerkobergeschoss, Gesimsgliederung und Eckquaderung, bezeichnet mit „1780“ | D-5-75-122-11 Wikidata          | weitere Bilder                    |
| Untere Gasse 10 (Standort)      | Fachwerkscheune                                | mit Krüppelwalmdach, bezeichnet mit „1790“ | D-5-75-122-11 Wikidata          | weitere Bilder                    |

### Ermetzhofen
| Lage                                             | Objekt                                          | Beschreibung | Akten-Nr.              | Bild           |
| ------------------------------------------------ | ----------------------------------------------- | --- | ---------------------- | -------------- |
| Ermetzhofen 78 (Standort)                        | Kirchhofmauer                                   | Bruchsteinmauerwerk | D-5-75-122-13 Wikidata | weitere Bilder |
| Ermetzhofen 80 (Standort)                        | Evangelisch-lutherische Pfarrkirche Heiligkreuz | Spätmittelalterliche Chorturmanlage, massiver Turm mit achtseitigem Aufsatz und Zwiebelhaube, im Kern 15. Jahrhundert, Langhaus mit Satteldach und Vorzeichen mit Mansardwalmdach, Umbauten 1698, Umgestaltung nach Plänen von Johann David Steingruber, 1752; mit Ausstattung | D-5-75-122-13 Wikidata | weitere Bilder |
| Ermetzhofen 82 (Standort)                        | Pfarrhaus                                       | Zweigeschossiger, massiver Walmdachbau mit Putz- und Hausteingliederung, von Georg Christian Lang, 1775, Umbau 1836 | D-5-75-122-14 Wikidata | weitere Bilder |
| Ermetzhofen 85 (Standort)                        | Wohnhaus                                        | Zweigeschossiger Satteldachbau mit Fachwerkobergeschoss, bezeichnet mit „1823“ | D-5-75-122-17 Wikidata | weitere Bilder |
| Ermetzhofen 85 (Standort)                        | Scheune                                         | Fachwerkbau mit Satteldach, bezeichnet mit „1818“ | D-5-75-122-17 Wikidata | weitere Bilder |
| Ermetzhofen 93 (Standort)                        | Relief                                          | Bezeichnet mit „1792“, an der Scheune | D-5-75-122-18 Wikidata | BW             |
| In Ermetzhofen, am südlichen Ortsrand (Standort) | Jüdischer Friedhof                              | Mit Grabmälern des 17.–19. Jahrhunderts, in Hügellage | D-5-75-122-15 Wikidata | weitere Bilder |

### Neuherberg
| Lage                                                | Objekt                                     | Beschreibung | Akten-Nr.              | Bild           |
| --------------------------------------------------- | ------------------------------------------ | --- | ---------------------- | -------------- |
| Neuherberg 5 (Standort)                             | Ehemalige Posthalterei                     | Wohnhaus, zweigeschossiger, lang gestreckter Halbwalmdachbau, um 1800 | D-5-75-122-21 Wikidata | weitere Bilder |
| Neuherberg 5 (Standort)                             | Ehemalige Stallung                         | Fachwerkbau mit Krüppelwalmdach, bezeichnet mit „1828“ | D-5-75-122-21 Wikidata | weitere Bilder |
| Neuherberg 5 (an der nördlichen Scheune) (Standort) | Relieftafel                                | bezeichnet mit 1807 | D-5-75-122-21 Wikidata | weitere Bilder |
| Neuherberg 23 (Standort)                            | Wohnstallhaus                              | Eingeschossiger Fachwerkbau mit Krüppelwalm, bezeichnet mit „1820“ | D-5-75-122-20 Wikidata | BW             |
| Neuherberg 23 (Standort)                            | Scheune                                    | langgestreckter Satteldachbau, zum Teil Fachwerk, bezeichnet mit „1848“ | D-5-75-122-20 Wikidata | weitere Bilder |
| Neuherberg 35 (Standort)                            | Evangelisch-lutherische Kirche St. Andreas | Mittelalterliche Chorturmanlage, Turm mit achtseitigem Obergeschoss und Pyramidendach, im Kern 14. Jahrhundert, Langhaus mit Walmdach und Putz- und Hausteingliederung, bezeichnet mit „1741“, nach Plan von Johann David Steingruber; mit Ausstattung | D-5-75-122-19 Wikidata | weitere Bilder |
| Neuherberg 35 (Standort)                            | Kirchhofmauer                              | | D-5-75-122-19 Wikidata | weitere Bilder |

### Seenheim
| Lage                   | Objekt                                             | Beschreibung | Akten-Nr.              | Bild           |
| ---------------------- | -------------------------------------------------- | --- | ---------------------- | -------------- |
| Seenheim 10 (Standort) | Wohnhaus                                           | Zweigeschossiger, verputzter Satteldachbau mit Freitreppe, Bruchsteinsockel und Putzgliederung, bezeichnet mit „1867“                       | D-5-75-122-25 Wikidata | BW             |
| Seenheim 12 (Standort) | Pfarrhaus                                          | Zweigeschossiger Walmdachbau mit Gesimsgliederung, um 1730                                                                                  | D-5-75-122-24 Wikidata | weitere Bilder |
| Seenheim 14 (Standort) | Evangelisch-lutherische Pfarrkirche St. Margaretha | Mittelalterliche Chorturmkirche, massiv, Langhaus mit Satteldach, Turm mit Pyramidendach, Umbau 1725–28, Umgestaltung 1870; mit Ausstattung | D-5-75-122-22 Wikidata | weitere Bilder |
| Seenheim 19 (Standort) | Wohnstallhaus                                      | Zweigeschossiger Satteldachbau, Bruchstein mit Hausteingliederung, bezeichnet mit „1862“                                                    | D-5-75-122-23 Wikidata | weitere Bilder |

## Ehemalige Baudenkmäler
In diesem Abschnitt sind Objekte aufgeführt, die früher einmal in der Denkmalliste eingetragen waren, jetzt aber nicht mehr. Objekte, die in anderem Zusammenhang also z. B. als Teil eines Baudenkmals weiter eingetragen sind, sollen hier nicht aufgeführt werden. Aktennummern in diesem Abschnitt sind ehemalige, jetzt nicht mehr gültige Aktennummern.

| Lage                                | Objekt          | Beschreibung                           | Akten-Nr.             | Bild |
| ----------------------------------- | --------------- | -------------------------------------- | --------------------- | ---- |
| Ergersheim Kirchenbuck 2 (Standort) | Wappenkartusche | Mit Reichsadler, bezeichnet mit „1797“ | D-5-75-122-8 Wikidata | BW   |